# Rareș-Lucian Niculescu
Rareș-Lucian Niculescu (* 29. August 1976 in Cluj-Napoca) ist ein rumänischer Politiker der Partidul Democrat-Liberal.

## Leben
Niculescu studierte Politikwissenschaften. Niculescu war von 2007 bis 2014 Abgeordneter im Europäischen Parlament. Unter anderem war er Mitglied des Ausschusses für Landwirtschaft und ländliche Entwicklung, stellvertretendes Mitglied des Ausschusses für Fischerei und Mitglied der Delegation des Europäischen Parlaments für die Beziehungen zur arabischen Halbinsel und stellvertretendes Mitglied der Delegation des Europäischen Parlaments für die Beziehungen zu Israel.
Bevor er Politiker wurde, arbeitete er als Journalist bei CD Radio Napoca, Matinal Expres Cluj, Monitorul de Cluj und der Tageszeitung Azi. Zwischen 2000 und 2004 war er Berater des stellvertretenden Emil Boc und später Direktor des Rathauses von Cluj-Napoca (2004–2005), persönlicher Berater des Ministers für Verwaltung und Inneres, Vasile Blaga (2005–2007) und Kabinettsdirektor der Demokratischen Partei (2004–2005).
Rareș-Lucian Niculescu wurde 2006 mit dem Nationalen Orden "Bărbăție și Credință" im Rang eines Kommandanten ausgezeichnet.